# Coesula fulvipes
Coesula fulvipes är en stekelart som beskrevs av Cameron 1905. Coesula fulvipes ingår i släktet Coesula och familjen brokparasitsteklar.

## Underarter
Arten delas in i följande underarter:
- C. f. septentrionalis
- C. f. mysorensis
- C. f. burmensis
- C. f. siporensis
- C. f. areolata